# Liste der Werke Wolfgang Amadeus Mozarts
Zur Liste der Werke Wolfgang Amadeus Mozarts siehe die Einzellisten:
- Liste der kammermusikalischen Werke Mozarts mit Klavier
- Liste der kammermusikalischen Werke Mozarts ohne Klavier
- Liste der Kirchenmusikwerke Mozarts
- Liste der Klavierkonzerte Mozarts
- Liste der Klaviermusikwerke Mozarts
- Liste der Sinfonien Mozarts